# Västervåla socken

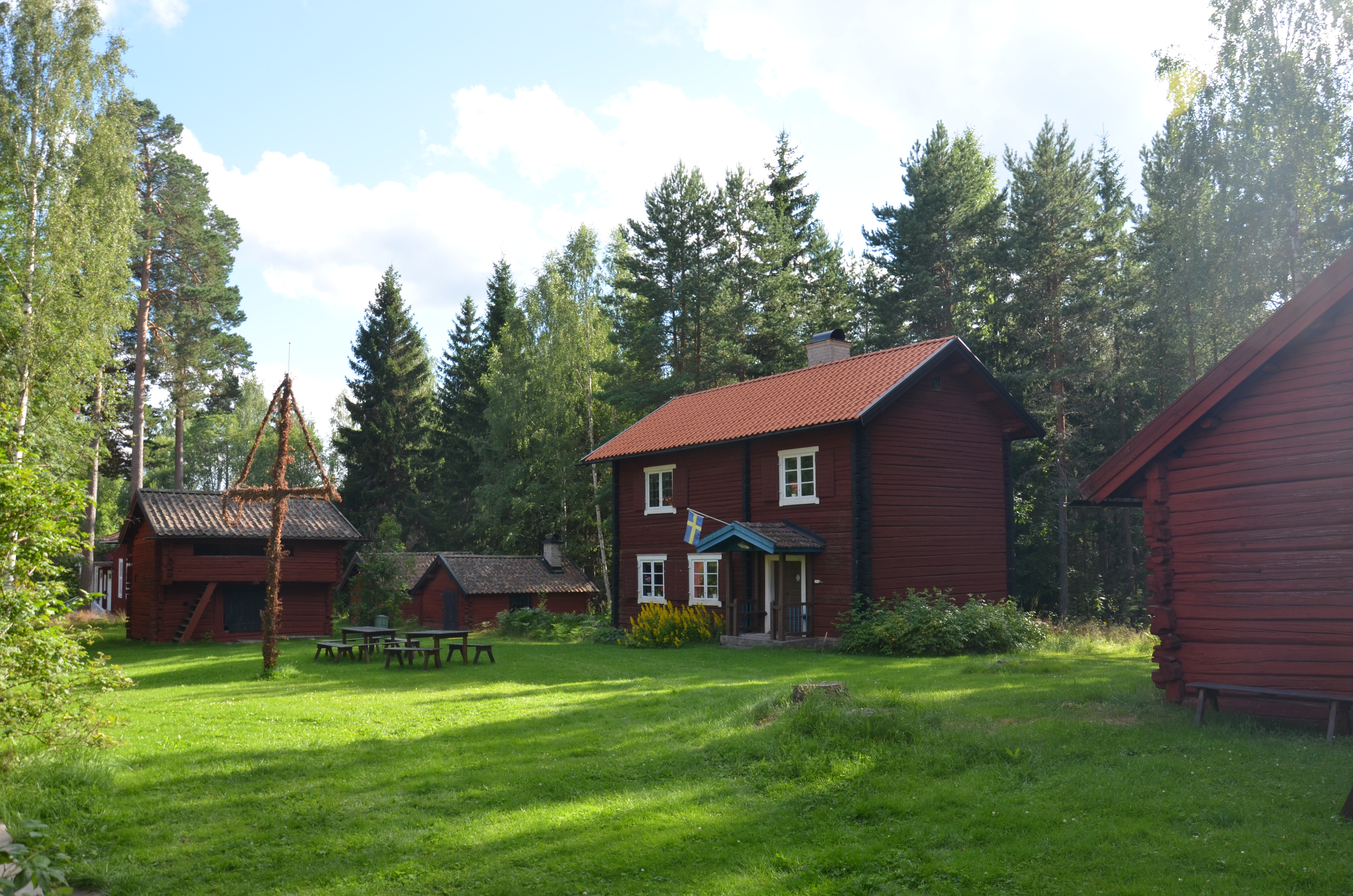
Västervåla hembygdsgård

Västervåla socken i Västmanland ingick i Gamla Norbergs bergslag, uppgick 1967 i Fagersta stad och området ingår sedan 1971 i Fagersta kommun och motsvarar från 2016 Västervåla distrikt.
Socknens areal är 144,09 kvadratkilometer, varav 116,24 land. År 2000 fanns här 412 invånare. Ängelsberg med Engelsbergs bruk samt kyrkbyn Västervåla med sockenkyrkan Västervåla kyrka ligger i socknen. 

## Administrativ historik
Västervåla socken har medeltida ursprung. Namnet var inledningsvis Våla socken som från början av 1700-talet och definitivt 1909 namnändrades till det nuvarande. 
Vid kommunreformen 1862 övergick socknens ansvar för de kyrkliga frågorna till Västervåla församling och för de borgerliga frågorna till Västervåla landskommun. Landskommunens inkorporerades 1952 i Ramnäs landskommun som 1963 uppgick i Surahammars landskommun varur denna del utbröts 1967 och uppgick i Fagersta stad som 1971 ombildades till Fagersta kommun. Församlingen uppgick 2006 i Västanfors-Västervåla församling.
1 januari 2016 inrättades distriktet Västervåla, med samma omfattning som församlingen hade 1999/2000.
Socknen har tillhört fögderier, tingslag och domsagor enligt vad som beskrivs i artikeln Gamla Norbergs bergslag.  De indelta soldaterna tillhörde Västmanlands regemente, Bergslags (Bergs) kompani.

## Geografi
Västervåla socken ligger sydost om Fagersta, vid Kolbäcksån och Åmänningen. Socknen är utanför sjöområdena en kuperad skogsbygd.

## Fornlämningar
Några boplatser från stenåldern är kända. Vidare finns det spridda gravar från yngre järnåldern och ett litet gravfält från samma tid. I området har återfunnits lågteknisk järnslagg. Vidare finns ungefär 15 ruiner efter hyttor från historisk tid.

## Namnet
Namnet (1371, Walbo, Valum) innehåller vål, 'vindfälle' röjningsbråte', möjligen dock ett sjönamn Vali, 'sjön med risvasarna'.

## Befolkningsutveckling
| Befolkningsutvecklingen i Västervåla socken 1760–1990                                                   | Befolkningsutvecklingen i Västervåla socken 1760–1990 | Befolkningsutvecklingen i Västervåla socken 1760–1990 | Befolkningsutvecklingen i Västervåla socken 1760–1990 | Befolkningsutvecklingen i Västervåla socken 1760–1990 |
| --- | ----------------------------------------------------- | ----------------------------------------------------- | ----------------------------------------------------- | ----------------------------------------------------- |
| |                                                       |                                                       |                                                       |                                                       |
| År |                                                       |                                                       | Folkmängd                                             |                                                       |
| 1760 | 1760                                                  |                                                       | 595                                                   |                                                       |
| 1769 | 1769                                                  |                                                       | 602                                                   |                                                       |
| 1780 | 1780                                                  |                                                       | 718                                                   |                                                       |
| 1790 | 1790                                                  |                                                       | 647                                                   |                                                       |
| 1800 | 1800                                                  |                                                       | 686                                                   |                                                       |
| 1810 | 1810                                                  |                                                       | 674                                                   |                                                       |
| 1820 | 1820                                                  |                                                       | 693                                                   |                                                       |
| 1830 | 1830                                                  |                                                       | 717                                                   |                                                       |
| 1840 | 1840                                                  |                                                       | 717                                                   |                                                       |
| 1850 | 1850                                                  |                                                       | 771                                                   |                                                       |
| 1860 | 1860                                                  |                                                       | 944                                                   |                                                       |
| 1870 | 1870                                                  |                                                       | 1 152                                                 |                                                       |
| 1880 | 1880                                                  |                                                       | 1 403                                                 |                                                       |
| 1890 | 1890                                                  |                                                       | 1 586                                                 |                                                       |
| 1900 | 1900                                                  |                                                       | 1 729                                                 |                                                       |
| 1910 | 1910                                                  |                                                       | 1 605                                                 |                                                       |
| 1920 | 1920                                                  |                                                       | 1 791                                                 |                                                       |
| 1930 | 1930                                                  |                                                       | 1 355                                                 |                                                       |
| 1940 | 1940                                                  |                                                       | 1 189                                                 |                                                       |
| 1950 | 1950                                                  |                                                       | 1 013                                                 |                                                       |
| 1960 | 1960                                                  |                                                       | 850                                                   |                                                       |
| 1970 | 1970                                                  |                                                       | 549                                                   |                                                       |
| 1980 | 1980                                                  |                                                       | 437                                                   |                                                       |
| 1990 | 1990                                                  |                                                       | 435                                                   |                                                       |
| Anm: Källor: Umeå universitet - Tabellverket 1749-1859, Demografiska databasen, CEDAR, Umeå universitet |                                                       |                                                       |                                                       |                                                       |